# Piazzolla, los años del tiburón
Piazzolla, los años del tiburón es una película argentina documental de 2018 dirigida por Daniel Rosenfeld. El film se centra en la vida del celebrado músico y compositor de tango argentino Astor Piazzolla, mediante material de archivo —tanto en audio como en video— cedido por la familia Piazzolla, además de acotaciones del hijo del músico, Daniel Piazzolla.

## Sinopsis
Repasa la vida del músico de tango argentino Astor Piazzolla narrada en gran parte por él mismo, a través del archivo -tanto en audio como en vídeo- cedido por la familia Piazzolla. También hay importantes acotaciones de su hijo Daniel Piazzolla.

## Crítica
El sitio de críticas de cine del diario Clarín la calificó como "muy buena", diciendo: 

A quienes admiran a Piazzolla disfrutarán de su arte en grageas y escucharán de su voz sus pensamientos. Y quienes aún no lo conocen el documental los ayudará a comprenderlo, y tal vez descifrar muchos de los por qué Astor combinó músicas y alteró y enriqueció el tango.